# 669 Kypria
669 Kypria је астероид главног астероидног појаса. Приближан пречник астероида је 31,75 ,
а средња удаљеност астероида од Сунца износи 3,011 астрономских јединица (АЈ).
Инклинација (нагиб) орбите у односу на раван еклиптике је 10,782 степени, а орбитални период износи 1908,540 дана (5,225 година). Ексцентрицитет орбите астероида износи 0,080.
Апсолутна магнитуда астероида износи 10,24 а геометријски албедо 0,140.
Астероид је откривен 20. августа 1908. године.